# Long John

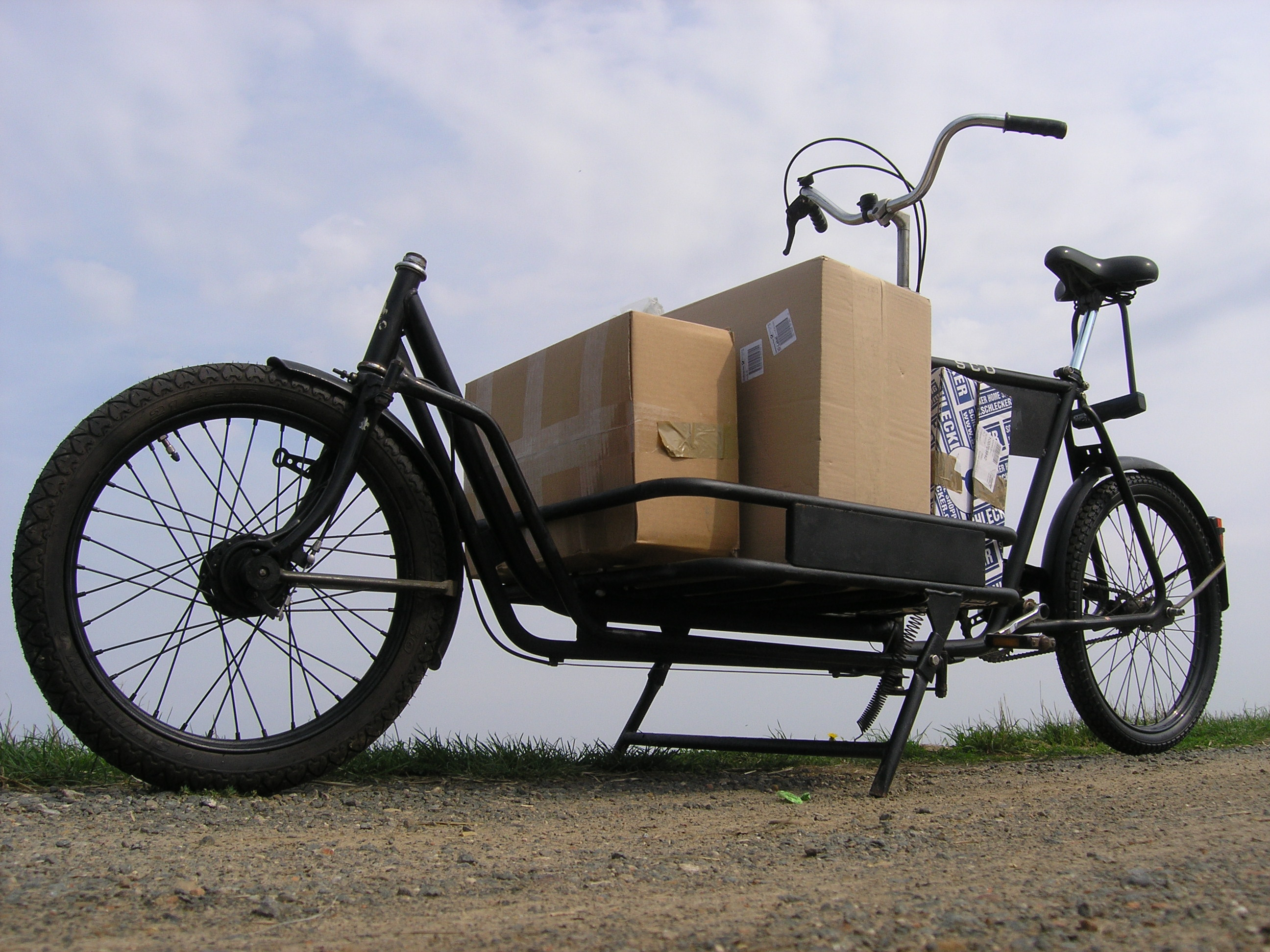
Long John

Een Long John (Nederlandse benaming: loopjongenfiets of Deense bakfiets) is een tweewielige transportfiets met een lage laadruimte tussen de stuurpen en het voorwiel. De Long John werd veel gebruikt door bakkerijen, wasserijen, apotheken en andere bedrijven die per fiets aan huis bezorgen. Sinds de jaren 2000 gebruiken veel stedelingen de fiets voor het vervoer van boodschappen en kinderen.
Een Long John heeft een kleiner voorwiel dan andere fietsen. De standaard is van zwaardere kwaliteit, waardoor de fiets stabiel te parkeren is. Ook zijn er versies met drie wielen; deze types hebben twee voorwielen. Voor driewielige versies met een motor is een rijbewijs nodig.
Een andere variant heeft in plaats van de laadbak een zadel en trappers voor een kind. Dit is dus een tandem, doch met het belangrijke verschil dat de fiets vanaf de achterste plaats bestuurd wordt.
De fabrikant van de eerste series Long Johns, Everton Smith uit Denemarken, is in 1997 ter ziele gegaan. Het bedrijf produceerde deze fiets onder het merk S.C.O. De productie van transportfietsen is toen overgenomen door het eveneens Deense Esimex, dat later Acrobat Bike is gaan heten. Daarnaast werden Long Johns geproduceerd door het Zweedse Monark met een model vergelijkbaar met dat van Everon Smith uit midden jaren negentig. Per 2021 maakt Monark geen fietsen meer onder de naam Long John; de documentatie ervan staat nog slechts onder de lijst met 'discontinued models'.

## Little John
Een Little John is een kortere versie van de Long John. Deze fiets werd van begin jaren 1980 tot begin jaren 1990 geproduceerd door S.C.O. Omdat deze versie geen bovenbuis heeft, wordt hij vaak beschouwd als een Long John voor vrouwen.